# Цаквамбо
Цаквамбо (котогут; Kotogüt, Tsakwambo, Tsaukambo, Tsokwambo) — один из окских языков, на котором говорят в провинции Папуа, на западной стороне верхней реки Дигут, севернее ареала языка ванггом, южнее ареала языка комьяндарет в Индонезии.